# Una rosa de Francia
Una rosa de Francia es una película española de aventuras, dirigida por Manuel Gutiérrez Aragón. El filme cuenta con los elementos propios del género: amor, aventuras, acción, erotismo... 
Recuerda por su ambientación a las que se rodaron en los Estados Unidos en los años 50, en la que se trataban asuntos como la inmigración clandestina a los Estados Unidos.

## Argumento
En la ciudad de La Habana, a mediados del siglo XX, antes de la Revolución cubana, un joven marinero cubano aspira a mejorar su vida viajando con su enamorada a los Estados Unidos. Pero la mujer es la protegida de un desalmado contrabandista, lo que desencadenará el conflicto.
- Datos: Q5643780